# لوري أندرسون
لوري أندرسون (بالإنجليزية: Laurie Anderson) (وٌلدت في 5 يونيو 1947) هي فنانة أمريكية رائدة، ومغنية، ومؤلفة، وعازفة، ومخرجة أفلام تقدم العروض الفنية وموسيقى البوب، بالإضافة إلى مشاريع الوسائط المتعددة. بدأت مسيرتها الفنية بالتدرب على الكمان وفن النحت. أقامت في سبعينيات القرن العشرين العديد من مشاريع الأداء الفنية في نيويورك. ركزت فيها على اللغة والتكنولوجيا والصور المرئية. ازدادت شهرتها بعد تصدّر أغنيتها المنفردة «أوه سوبرمان» المرتبة الثانية ضمن قائمة الأغاني المنفردة لعام 1981 في الولايات المتحدة. تألقت في فيلم الحفل الموسيقي الذي أخرجته في عام 1986 بعنوان هوم أوف ذا بريف.
كانت لوري رائدة في مجال الموسيقى الإلكترونية، واخترعت العديد من الأجهزة الموسيقية التي استخدمتها في تسجيلاتها وعروضها الفنية. في عام 1977، اخترعت الكمان ذا الشريط، وهو عبارة عن شريط تسجيل ممغنط على قوس الكمان بدلًا من الشريط المصنوع من شعر الحصان ذي الشريط الممغنط في رأسه. في أواخر تسعينيات القرن العشرين، طوّرت عصا قائد الفرقة الموسيقية، وهي عصا طويلة يبلغ طولها ستة اقدام (1.8 متر) يشبه وحدة تحكم الواجهة الموسيقية الرقمية للأداة الموسيقية التي تعمل على إتاحة الأصوات وتكرارها.
قابلت لوري المغني وكاتب الأغاني لو ريد في عام 1992، وتزوجا بعد ذلك في عام 2008، واستمر زواجهما حتى وفاته في عام 2013.

## نشأتها وتعليمها
وُلدت لوري أندرسون في غلن إلين، إلينوي، في الخامس من يونيو عام 1947، وهي ابنة ماري لويس و أثرت. أندرسون. تخرجت في مدرسة غلنبارد الثانوية. درست في جامعة ميلز في كاليفورنيا، وتخرجت في جامعة بارنارد بدرجة البكالوريوس في الآداب برتبة ماغنا كوم لود (مرتبة شرف)، ومرتبة شرف من جمعية فاي بيتا كابا (هي أقدم جمعية شرف أكاديمية في الولايات المتحدة) في دراسة تاريخ الأدب. في عام 1972، حازت على شهادة الماجستير في الفنون الجميلة في فن النحت من جامعة كولومبيا. أول مقطوعة فنية استعراضية أدتها هي مقطوعة موسيقية لأصوات أبواق سيارة أوتوموبيل عرضت في عام 1969. رسمت في عام 1970 القصة الهزلية التحأرضية بالوني موكازينس التي نشرها جورج دي كابريو. عملت في بداية تسعينيات القرن العشرين مُدرسةً للفنون الجميلة، وناقدة فنية في المجلات مثل آرت فوروم، وصوّرت كتب الأطفال فكان أولها بعنوان ذا باكدج، وهي قصة غامضة مصورة.
تعيش لوري الآن في حي تريبيكا بنيويورك.

## مسيرتها المهنة

### سبعينيات القرن العشرين
أدت لوري الكثير من العروض في سبعينيات القرن العشرين، أشهرها ثنائيات على الجليد، التي أدتها في مدينة نيويورك وفي مدن أخرى حول العالم. تضمن العرض عزفها على الكمان وهي ترتدي أحذية التزلج ذات الشفرات الجليدية فوق كتلةٍ من الجليد؛ لم ينتهِ العرض إلا بعد ذوبان الجليد. قدمت مؤخرًا عرضيّ «نيويورك سوشال لايف» و«تايم تو غو»، وكان ذلك في عام 1977 ضمن عرض نيو ميوزك فور إلكترونيك آند ريكوردِد ميديا، والكلمات من تأليف باولين أوليفروس وكتّاب آخرين. بالإضافة إلى مقطوعتين أُدرجتا مع أغاني فنانين آخرين ضمن مجموعة موسيقية تُذاع على قنوات الراديو. سجلت محاضرة ضمن محاضرات فيجن، وهي مجموعة محاضرات لفنانين أصدرتها ورشة كراون بوينت برس.
لم تصدر الكثير من أعمال لوري الأولى، ومنها ما أُصدر بكميات محدودة جدًا، مثل أغنيتها المنفردة الأولى «إتس نت ذا بوليت ذات كيلز يو (إتس ذا هول)». بالإضافة إلى أغنية «نيويورك سوشال لايف» ومجموعة من الأغاني الأخرى كان مقررًا لها أن تكون عرضًا فنيًا يتضمن صندوق موسيقى يشغل مختلف مؤلفات لوري أندرسون، في معرض هولي سولومون في مدينة نيويورك. شاركها في مقطوعاتها الأولى كل من بيتر جوردن على الساكسفون، وسكوت جونسون على الغيتار، وكين ديفيك على الهارمونيكا، وجو كوس قارع الطبول. أرفقت لوري أندرسون صورًا ووصفًا للعديد من عروضها الأولى في كتابها عن الماضي، قصص من الإنجيل.
في أواخر سبعينيات القرن العشرين، أصدرت لوري عددًا من التسجيلات الأخرى فكانت إما بصورة سرية أو مصنفةً كموسيقى طليعية، كان أبرزها التي أصدرتها العلامة التجارية جيورنو بوتري سيستمز وألّفها شاعر نيويورك جون جيورنو.
كان الألبوم المزدوج بعنوان يو آر ذا غاي آي وونت تو شير ماي موني ويذ من بين التسجيلات التي أصدرتها علامة جون جيورنو التجارية، وشارك فيه جون جيورنو ووليام بوروز (إذ كان لكل فنان جزء من وسيط التخزين إل بّي، ويُسمى الجزء الرابع الأخدودَ الثلاثي الذي يتيح للمستمع سماع صوت مختلف كلّما تغير موقع الإبرة). في عام 1978، أدت لوري ضمن نوفا كونفنشن، وهو مؤتمر رئيسي ضم العديد من الشخصيات المعارضة للثقافة والنجوم الموسيقيين الطليعيين، مع وليام س. بوروز، وفيليب غلاس، وفرانك زابا، وتيموثي ليري، ومالكوم غولدستين، وجون كيج، وألن غينسبرغ، وعملت أيضًا مع الفنان الكوميدي أندي كوفمان في أواخر سبعينيات القرن العشرين.

### ثمانينيات القرن العشرين
في عام 1982، حازت لوري على شهادة الدكتوراه الفخرية من معهد سان فرانسيسكو للفنون في عام 1980، وحصلت على منحة زَمالة غوغنهايم للفنون الإبداعية–فيلم (منحة مالية تُمنح سنويًا منذ عام 1925 من قِبل مؤسسة جون سايمون غوغنهايم التذكارية لأشخاص ذوي قدرة إبداعية استثنائية في مجال الفنون).
ازدادت شهرة لوري بعيدًا عن مجال الفن بعد إصدار أغنيتها المنفردة «أوه سوبرمان»، فقد أُصدرت بكميات محدودة في بادئ الأمر بواسطة ون تن ريكوردز التابعة لبوب جورج، وتصدرت في ما بعد المرتبة الثانية في قوائم الموسيقى البريطانية. أدى ازدياد الطلب المفاجئ على الأغنية في بريطانيا (بعد أن روجت لها محطة الإذاعة البريطانية بي بي سي بتشغيلها ضمن قائمة الموسيقى للإذاعة) إلى توقيع لوري عقدًا يتضمن غناء سبعة ألبومات مع شركة تسجيلات وارنر بروس، ما أدى إلى إصدار أغنيتها المنفردة مجددًا.
أصبحت أغنية «أوه سوبرمان» جزءًا من العمل المسرحي بعنوان يونايتد ستيتس وأدرجت ضمن ألبوم بيغ ساينس. سبقت إصدار الألبوم، عادت لوري بعد ذلك إلى أنظمة جيورنو الشعرية لتسجل ألبومها يو آر ذا غاي آي وونت تو شير ماي موني ويذ؛ سجلت جزءًا من وسيط التخزين إل بّي، وسجل وليام بوروز وجون جيورنو جزءًا لكل منهما، والجزء الرابع يحتوي مقطعًا منفصلًا لكل فنان. تبع ذلك إصدار ألبومها ماستر هارتبريك وألبوم يونايتد ستيتس لايف، وكان آخرها تسجيلًا لعرضها المسرحي الذي استمر لليلتين في أكاديمية بروكلين للموسيقى. ظهرت على شاشات التلفاز في برنامج إذاعي خاص من إنتاج نام جون بايك في يوم رأس السنة من عام 1984 بعنوان «غود مورنينغ مستر أورويل».
تألقت بإخراج الفيلم الموسيقي هوم أوف ذا بريف في عام 1986، ولحنت الموسيقى التصويرية لأفلام سبالدينغ غراي مثل فيلم سويمنغ تو كومبوديا وفيلم مونستر إن أ بوكس. شاركت في الوقت نفسه بإنتاج موسيقى فيلم بعنوان «ألسيستس» للمخرج المسرحي روبرت ويلسون في مسرح أمريكان ريبيرتوري في كامبريدج، ماساتشوستس. أعدّت مسلسل ألايف فرم أوف سينتر الذي بثته شركة بّي بي إس خلال عام 1987، بعد أن أخرجت الفيلم القصير وات يو مين وي؟ لمسلسل العام السابق. قدمت لوري شخصية جديدة في فيلم وات يو مين وي؟ وكان دور المهرج شخصية إلكترونية مناقضة لها، وحلّا ضيفين في ما بعد في مسلسل ألايف فرم أوف سينتر. دمجت في عملها التالي عناصر شخصية المهرج بشخصية الدمى في فيلم بابيت موتيل، وظهرت لاحقًا في السنة نفسها في ألبوم المغني بيتر كابريل بعنوان سو، والأغنية بعنوان «ذس إز ذا بيكتشر (إيكسلانت بيردز)».
تأخر إصدار ألبوم لوري الجديد لعام 1989 بعنوان سترينج آنجلز عن ألبوم هوم أو ذا بريف أكثر من سنة، حتى انتهائها من دروس الغناء. لذا غلب الطابع الموسيقي على الألبوم (بدلًا من الغنائي) بشكل أكبر من أعمالها السابقة. تصدرت أغنية «بيبي دول» قوائم أغاني الروك الحديث في عام 1989.

### تسعينيات القرن العشرين
في عام 1991، أصبحت عضوًا من المحلفين في لجنة مهرجان الأفلام الدولي في برلين بدورته الحادية والأربعين. ظهرت بعد ذلك في العام نفسه في الفيلم الوثائقي الفني ذا هيومن فيس، من إخراج الفنانَين وصانعيّ الأفلام نيكولا بروس ومايكل كولسون، الذي عُرض على شاشة بي بي سي. تولّت لوري التقديم في الفيلم الوثائقي عن تاريخ الوجه في الفن والعلوم. غيرت وجهها باستخدام الأقنعة ثلاثية الأبعاد والمؤثرات الرقمية الخاصة في أثناء طرحها فكرة العلاقة بين الإدراك وعلم الفراسة (نظرية نفسية تستخدم لوصف شخصية الإنسان). كان التمثيل الصوتي في ذا رغراتس موفي من ضمن المهن الكثيرة التي عملت بها لوري في تسعينيات القرن العشرين. صممت في عام 1994 قرصًا مضغوطًا بعنوان دمية الفندق. تبعه ألبوم برايت ريد من إخراج بريان إينو، بالإضافة إلى الألبوم ذا أغلي ون ويذ ذا جويلز. تبع ذلك إطلاق أغنيتها المنفردة بيرفيكت داي في عام 1997.

## وصلات خارجية
- لوري أندرسون على موقع IMDb (الإنجليزية)
- لوري أندرسون على موقع الموسوعة البريطانية (الإنجليزية)
- لوري أندرسون على موقع مونزينجر (الألمانية)
- لوري أندرسون على موقع ألو سيني (الفرنسية)
- لوري أندرسون على موقع ميوزك برينز (الإنجليزية)
- لوري أندرسون على موقع رولينغ ستون (الإنجليزية)
- لوري أندرسون على موقع أول موفي (الإنجليزية)
- لوري أندرسون على موقع قاعدة بيانات برودواي على الإنترنت (الإنجليزية)
- لوري أندرسون على موقع قاعدة بيانات الأفلام السويدية (السويدية)
- لوري أندرسون على موقع إن إن دي بي (الإنجليزية)